# Ричув (Малопольське воєводство)
Ричув (пол. Ryczów) — село в Польщі, у гміні Спитковіце Вадовицького повіту Малопольського воєводства.
Населення — 2638 осіб (2011).

## Історія
У 1975-1998 роках село належало до Бельського воєводства, підпорядковувалося районній адміністрації у Вадовицях.

## Демографія
Демографічна структура станом на 31 березня 2011 року:
|          | Загалом | Допрацездатний вік | Працездатний вік | Постпрацездатний вік |
| -------- | ------- | ------------------ | ---------------- | -------------------- |
| Чоловіки | 1295    | 282                | 889              | 124                  |
| Жінки    | 1343    | 272                | 794              | 277                  |
| Разом    | 2638    | 554                | 1683             | 401                  |